# Nine2Five
Nine2Five – singel The Ordinary Boys vs. Lady Sovereign będący remiksem utworu „9 to 5” i promujący album How to Get Everything You Ever Wanted in Ten Easy Steps, wydany w Wielkiej Brytanii 22 maja 2006 nakładem wytwórni płytowych Polydor Records oraz B-Unique Records.
Singel notowany był na 6. miejscu zestawienia UK Singles Chart w Wielkiej Brytanii.

## Lista utworów i formaty singla
- Singel CD[3]

1. „Nine2Five” (The Ordinary Boys vs. Lady Sovereign)
2. „My Girl” (The Ordinary Boys; Live At Brixton Academy)

- 7"[1]

1. „Nine2Five”
2. „9 to 5” (The Ordinary Boys Remix)

- 45 RPM[4]

1. „Nine2Five” (Radio Edit)
2. „On An Island” (Live At Brixton Academy)

## Pozycja na liście sprzedaży
| Kraj            | Notowanie (2006) | Najwyższa pozycja |
| --------------- | ---------------- | ----------------- |
| Wielka Brytania | UK Singles Chart | 6                 |